# Города Западно-Капской провинции
Это список городов  Западно-Капской провинции ЮАР. Города разделены по дистриктам, к которым они относятся.

## Муниципалитет Округа Город Кейптаун

### А
- Атлантис

### Б
- Белвилл
- Блоуберг
- Блу Доунс
- Ботасиг
- Бракенфелл

### Г
- Гудвуд
- Гордонс-Бей
- Гугулету

### Д
- Делфт
- Кроссродс
- Дурбанвилл

### К
- Краайфонтейн
- Куилз-Ривер
- Кейптаун

### Л
- Ланга

### М
- Макассар
- Мелкбосстранд
- Мфулени
- Милнертон
- Митчелз-Плейн
- Муйценберг

### Н
- Нордхук
- Нянга

### П
- Пароу

### С
- Симонз-Таун
- Сомерсет-Вест
- Странд

### Ф
- Фисхук
- Филадельфия

### Х
- Хут-Бей
- Хаелитша

### Э
- Эрсте-Ривер
- Элсиз-Ривер

## Муниципалитет Округа Уэст-Кост

### А
- Аурора

### Б
- Биттерфонтейн

### В
- Варнхинсдорп
- Велддриф
- Вреденбург
- Вредендал
- Вуппертал

### Г
- Гедервахт
- Графватер
- Гротто-Бей

### Д
- Дарлинг
- Дваскербос
- Дорингбай

### Й
- Йзерфонтейн

### К
- Калбаскрал
- Клауер
- Кленвильям
- Кокенап
- Корингсберг

### Л
- Ламбертс-Бей
- Лангебан
- Лангебанвег
- Лутцвилл

### М
- Малмесбури
- Мурресбург

### П
- Патерностер
- Пикетберг
- Портервилл

### Р
- Ределингхайс
- Рибек-Кастел
- Рибек-Вест

### С
- Саиданха
- Сейнт Хелена-Бей
- Страндфонтейн

### Х
- Хоупфилд
- Хоупфилд

### Ц
- Цитрусдел

### Ч
- Чатсворз

### Э
- Эбенхесер
- Эндеквил
- Эландз-Бей

### Я
- Якобсбай
- Яккалсфонтейн

## Муниципалитет Округа Кейп-Вайнландс
- Эштон

### Б
- Боннивейл

### В
- Веллингтон
- Веммерсхук
- Волселей
- Ворцестер

### Г
- Гоуда

### Д
- Де-дорнс
- Де-Холландше-Молен
- Деннебург

### К
- Кайаманди
- Клапмутс
- Кулемор

### Л
- Лангдоц

### М
- Макгрегор
- Монтагу

### О
- Опдиберг

### П
- Паарл
- Пнел
- Принц-Альфред-Гамлет

### Р
- Равсонвилл
- Робертсон
- Робертсвлей
- Розендал

### С
- Сарон
- Стелленбош

### Т
- Тувз-Ривер
- Тулбагх

### Ф
- Франшхук

### Ц
- Церес

## Муниципалитет Округа Оверберг

### А
- Амистон

### Б
- Бардскедерсбос
- Беттиз-Бей
- Биркенхед
- Ботривир
- Бредасдорп

### В
- Вандиксбай
- Вермонт
- Вольвенгат
- Виллерсдорп

### Г
- Гансбай
- Генадендал
- Грабоу
- Грейтон

### Д
- Деннехоф
- Де-Келдерз

### И
- Инфанта

### К
- Каледон
- Клейнбай
- Клейнмонд
- Клипдале

### Л
- Лагулхас

### Н
- Напер

### О
- Онрусривер

### П
- Папесвлей
- Перли-Бич
- Прингл-Бей

### Р
- Риверсондеренд
- Руи-Элс

### С
- Сандбай
- Скипскоп
- Станфорд
- Струисбай
- Судерстранд
- Сурбрак
- Свеллендам

### У
- Уиленкралсмонд

### Ф
- Фишерхавен
- Франскралстранд

### Х
- Хоустон
- Херманус
- Хотагтерклип

### Э
- Элгин
- Элим

## Муниципалитет Округа Гарденс-Рут

### А
- Авентур
- Альбертинья
- Амаиленстейн
- Аудтшорн

### Б
- Бергплас
- Боггомсбай
- Брекенхилл
- Брандваг
- Брентон-он-си
- Буффелсбай

### В
- Ванвиксдорп
- Вермакликхейд
- Волмоед
- Виктория-Бей
- Влесбай
- Вилдернесс
- Виттедрифт
- Витсанд
- Вудвилл

### Г
- Глентана
- Гуна
- Гуритсмонд
- Грейт-Брак-Ривер
- Грутйогенсфонтейн

### Д
- Данабай
- Де-Хуп
- Де-Руст
- Де-Влугт
- Джордж
- Дайссельсдорп

### З
- Зоар

### Й
- Йонкерсберг

### К
- Калицдорп
- Каратара
- Койрбумсривер
- Койрбумстранд
- Книсна
- Крансхук
- Курланд-Эстейт

### Л
- Ледисмит
- Литл-Брак-Ривер

### М
- Матйесривер
- Моссел-Бей

### Н
- Нэйчурс-Валлей
- Ноетци

### П
- Пакалтсдорп
- Плеттенберг-Бей
- Порт-Бьюфорт
- Пунтье

### Р
- Ренендал
- Риверсдале
- Руитербос

### С
- Седжфилд
- Сленгривер
- Стилбай

### Т
- Тувсрантен
- Тви-Риверен

### У
- Униондале

### Ф
- Фарлей
- Фримерсхейм

### Х
- Харкервилл
- Харлем
- Хартенбос
- Хейльдерберг
- Хербертсдале
- Херольд
- Херольдз-Бей
- Хуквил

### Ш
- Шумансхук

## Муниципалитет Округа Централ-Кароо

### Б
- Бьюборт-Вест

### Л
- Лейгнсбург
- Леу-Гамка

### М
- Матйесфонтейн
- Мервевилл
- Муррайсбург

### Н
- Нельспорт

### П
- Принц-Альберт